# Ocheyedan, Iowa
Ocheyedan là một thành phố thuộc quận Osceola, tiểu bang Iowa, Hoa Kỳ. Năm 2010, dân số của thành phố này là 490 người.

## Dân số
Dân số qua các năm:
- Năm 2000: 536 người.
- Năm 2010: 490 người.